# CD Dénia
Der Club Deportivo Dénia ist ein spanischer Fußballverein aus Dénia in der valencianischen Gemeinschaft. Der Verein wurde 1927 gegründet und trägt seine Heimspiele im Camp Nou de Dénia aus, welches Platz für 3.000 Zuschauer bietet.

## Geschichte
Der Verein wurde 1927 gegründet und verbrachte lange Zeit in den Regionalligen der valencianischen Gemeinschaft. Im Jahr 1980 stieg der Verein erstmals in die Tercera División auf, wo man seine Gruppe auf Anhieb als Tabellendritter abschließen konnte. Größere Erfolge blieben aber weiterhin aus und der CD Dénia pendelte immer zwischen den Regionalligen und der vierten Liga. In der Saison 2006/07 konnte man die Gruppe 4 der Tercera División gewinnen und sich im Finale der Playoffs gegen den CD San Fernando de Henares durchsetzen, wodurch der Aufstieg in die Segunda División B und die Qualifikation zur Copa del Rey 2007/08 gelang. Dort scheiterte der Verein erst in der Runde der letzten 32 am Erstligisten FC Sevilla.
In der Saison 2009/10 fuhr die Mannschaft als Tabellenfünfter das bisher beste Ergebnis in der dritten Liga ein und qualifizierte sich erneut für die Copa del Rey 2010/11.

## Stadion
Das Stadion Camp Nou de Dénia wurde 1995 eröffnet, befindet sich in kommunalem Besitz und bietet Platz für 3.000 Zuschauer. Die Hälfte der Kapazität sind teils überdachte Sitzplätze. Das Spielfeld misst 101 mal 65 Meter und entspricht den Anforderungen der FIFA. Im Jahr 2012 wurde das Stadion in Campo «Diego Mena» unbenannt.

## Erfolge
- Meister Tercera División 2006/07